# Ayavitle
Ayavitle är en ort i Mexiko.   Den ligger i kommunen Ajuchitlán del Progreso och delstaten Guerrero, i den södra delen av landet, 200 km sydväst om huvudstaden Mexico City. Ayavitle ligger 281 meter över havet och antalet invånare är 635.
Terrängen runt Ayavitle är kuperad österut, men västerut är den platt. Runt Ayavitle är det ganska glesbefolkat, med 48 invånare per kvadratkilometer. Närmaste större samhälle är Ajuchitlán del Progreso, 5,8 km söder om Ayavitle. I omgivningarna runt Ayavitle växer huvudsakligen savannskog.